# Valentin Walter Mettler
Valentin Walter Mettler (* 14. Dezember 1868 in Herisau; † 6. November 1942 in Zürich) war ein Schweizer Bildhauer.

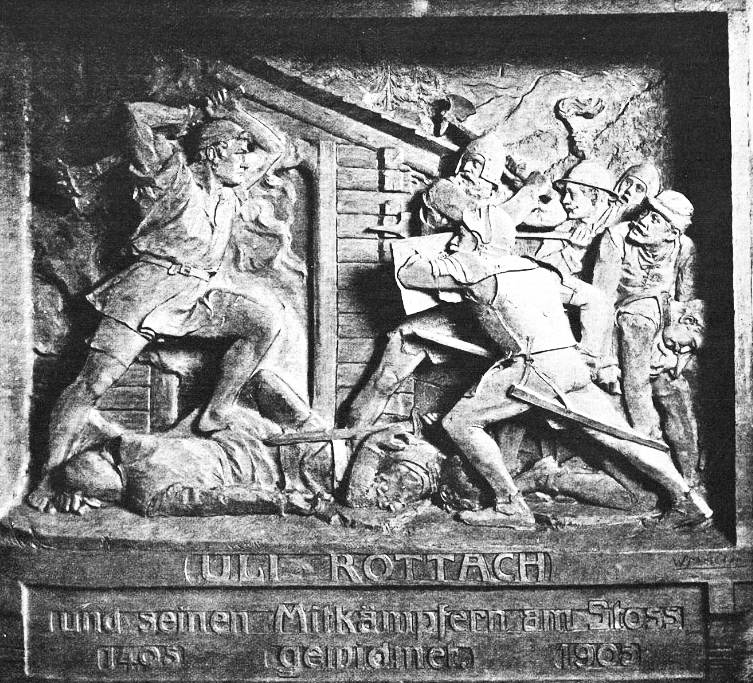
Uli-Rottach-Relief

## Leben und Werk
Walter Mettler war das drittjüngste Kind des Zimmermeisters und Herisauer Gemeinderats Jakob Mettler und der Anna Barbara, geborene Ramsauer. Er wuchs mit elf Geschwistern in Herisau auf.
1884 absolvierte Mettler in Zürich bei August Bösch eine Bildhauerlehre. Dieser erkannte sein Talent und bewog Mettler 1886, sich an der Akademie der Bildenden Künste München weiterzubilden. Er war Schüler von Max von Widnmann und hatte Kontakt u. a. zu Max Buri, Cuno Amiet, Hans Beat Wieland, Wilhelm Balmer, Emil Dill und Felix Calonder. In den Ferien hielt sich Mettler bei seiner Familie in Herisau auf und modellierte bevorzugt seine Familienangehörigen.

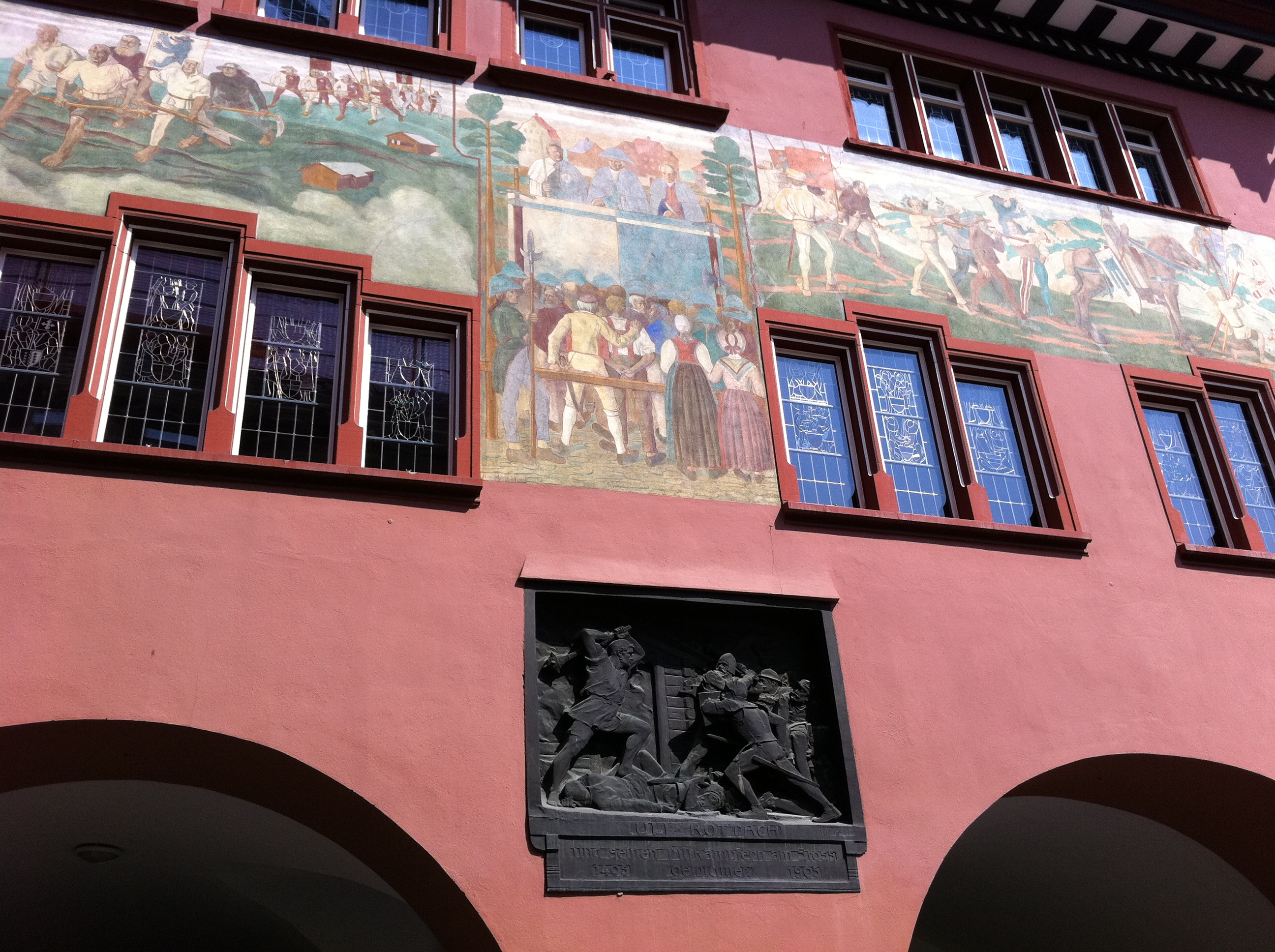
Rathaus in Appenzell, Bronze-Relief: Uli Rottach kämpft vor der brennenden Hütte gegen den Feind

1887 studierte er an der Accademia di Belle Arti in Florenz, wo er sich mit Karl Stauffer befreundete. 1888 studierte er an der École des Beaux-Arts und an der Académie Julian in Paris und war Schüler von Henri Chapu, Pierre-Jules Cavelier und Louis-Ernest Barrias. Mettler traf in Paris mit vielen Künstlern seiner Zeit zusammen; so mit Cuno Amiet, Max Leu, Giovanni Giacometti, Max Buri, Hugo Siegwart und James Vibert.
Von 1892 bis 1898 lebte Mettler ausschliesslich in New York. Nach seiner Rückkehr hielt er sich für zwei Jahre in Paris auf. Anschliessend lebte er für kurze Zeit in München, wo er neben seinem künstlerischen Schaffen als Kassier der Sektion München der GSMBA amtete. Da Mettler mittellos war, wohnte er in seinem Atelier.
Kurz vor Ausbruch des Zweiten Weltkrieges siedelte Mettler, wie viele seiner Schweizer Künstlerfreunde, nach Zürich über. Dort bezog er in der Nähe des Bahnhofs Letten, Ecke Rousseaustrasse/Spielweg, ein städtisches Atelier. In den folgenden Jahren beteiligte er sich an Wettbewerben, u. a. für den Geiser-Brunnen (1910), und führte private wie auch verschiedene Arbeiten im öffentlichen wie im halböffentlichen Raum aus.
1904 wurde sein Entwurf für das Bronze-Relief «Uli Rottach kämpft vor der brennenden Hütte gegen den Feind» an der Fassade des Rathauses in Appenzell von der dortigen Denkmalkommission angenommen und am 26. Juni 1905 eingeweiht. Mettler schuf 1920 das Soldatendenkmal in Oberdiessbach und 1921 das Wehrmannsdenkmal in Herisau.

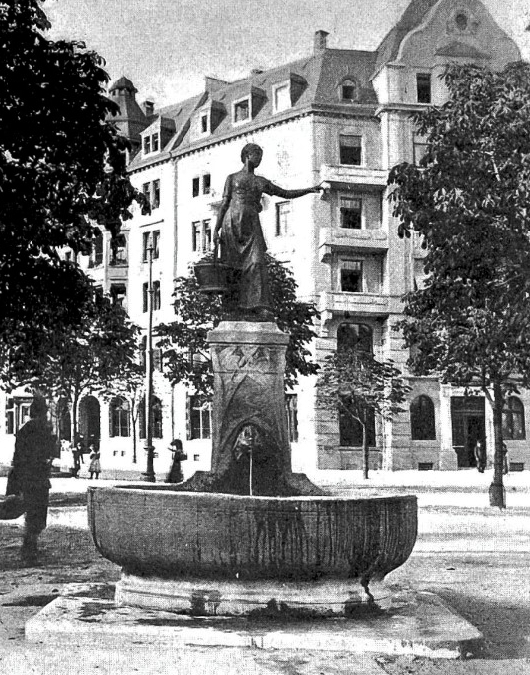
1907, Die Wasserträgerin, Helvetiaplatz Zürich

Die von Mettler geschaffene Brunnenskulptur «Die Wasserträgerin oder Milchmädchenbrunnen» am Helvetiaplatz in Zürich, die eine Wehntaler Bäuerin darstellt, wurde 1952 abgebrochen. Die Skulptur gilt als verschollen. 1953 liess das Hochbauamt Zürich auf dem neu gestalteten Platz die von Karl Geiser geschaffene Skulptur «Denkmal der Arbeit» platzieren.

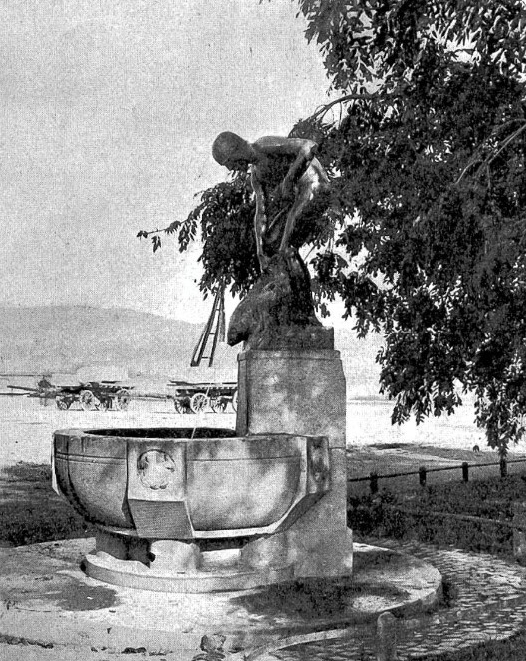
1909, Fischerbrunnen am Mythenquai, Zürich

Valentin Walter Mettler verstarb vereinsamt und mittellos in Zürich. Die Herisauer Architekten Eva Keller und Peter Hubacher gaben 2015 eine Dokumentation über das Leben und Werk von Valentin Walter Mettler heraus.

## Werke (Auswahl)
- 1900: Badende, Skulptur. Kunstmuseum Bern
- 1905: Uli Rottach kämpft vor der brennenden Hütte gegen den Feind, Relief. Kunstmuseum Bern
- 1906: Badendes Mädchen, Plastik
- 1907: Die Wasserträgerin (bekleidet) oder Milchmädchenbrunnen. Helvetiaplatz Zürich
- 1907: Hero, Plastik. Bundeskunstsammlung Bern
- 1907: Die Wasserträgerin. Skulptur. An verschiedenen Standorten: Schaffhausen, …
- 1909: Der Bogenspanner, Plastik. Bundeskunstsammlung Bern
- 1909: Eva, Skulptur. Kunsthaus Glarus
- 1909: Fischer, Brunnenskulptur. Mythenquai Zürich
- 1913: Bacchantin mit jungem Faun, Plastik. Bundeskunstsammlung Bern
- 1913: Bär mit Kind, Plastik. Vor dem Regierungsgebäude Herisau
- 1914: Masken für die Theaterbühne des Berner Volkshauses
- 1915: Skulpturengruppen in der Hauptpost St. Gallen
- 1916: Kindertanz, Relief
- 1916: Bauplastik, Bezirksanwaltschaft Zürich
- 1917: Quelle, Brunnenskulptur. Kreuzplatz Zürich
- 1918: Trauer und Hoffnung, zwei Skulpturen für die Friedhofskapelle Herisau (verschollen)
- 1919: Märchenbrunnen (Froschkönig), Skulptur. Im Schlossgarten Hahnberg, Arbon
- 1921: Adam und Eva, Plastik. Bundeskunstsammlung Bern